# Symplectoscyphus pinnatus
Symplectoscyphus pinnatus är en nässeldjursart som först beskrevs av Clark 1876.  Symplectoscyphus pinnatus ingår i släktet Symplectoscyphus och familjen Sertulariidae. Inga underarter finns listade i Catalogue of Life.